# Tuffi ai Giochi della XV Olimpiade - Trampolino maschile
La competizione del trampolino maschile  di tuffi ai Giochi della XV Olimpiade si è svolta nei giorni 27 e 28 luglio 1952 allo stadio olimpico del nuoto di Helsinki.

## Programma
| Data           | Round          | Note                                    |
| -------------- | -------------- | --------------------------------------- |
| 27 luglio 1952 | Qualificazioni | 6 tuffi liberi. I migliori 8 in finale. |
| 28 luglio 1952 | Finale         | 6 tuffi liberi.                         |

## Risultati

### Qualificazioni
| Pos. | Atleta                     | Nazione          | Punteggio singoli tuffi | Punteggio singoli tuffi | Punteggio singoli tuffi | Punteggio singoli tuffi | Punteggio singoli tuffi | Punteggio singoli tuffi | Totale |
| Pos. | Atleta                     | Nazione          | 1º                      | 2º                      | 3º                      | 4º                      | 5º                      | 6º                      | Totale |
| ---- | -------------------------- | ---------------- | ----------------------- | ----------------------- | ----------------------- | ----------------------- | ----------------------- | ----------------------- | ------ |
| 1    | David Browning             | Stati Uniti      | 12,60                   | 14,28                   | 15,39                   | 17,43                   | 19,09                   | 10,80                   | 89,59  |
| 2    | Miller Anderson            | Stati Uniti      | 12,15                   | 12,75                   | 15,77                   | 17,22                   | 18,86                   | 11,25                   | 88,00  |
| 3    | Bob Clotworthy             | Stati Uniti      | 11,73                   | 11,56                   | 14,25                   | 9,60                    | 15,33                   | 18,17                   | 80,64  |
| 4    | Joaquín Capilla Pérez      | Messico          | 13,26                   | 10,24                   | 14,44                   | 9,24                    | 14,49                   | 17,75                   | 79,42  |
| 5    | Roman Brener               | Unione Sovietica | 9,15                    | 10,71                   | 11,73                   | 16,38                   | 6,80                    | 14,60                   | 69,37  |
| 6    | Milton Busin               | Brasile          | 10,88                   | 10,03                   | 12,73                   | 10,05                   | 12,40                   | 11,88                   | 67,97  |
| 7    | Anthony Turner             | Gran Bretagna    | 9,15                    | 11,05                   | 12,92                   | 8,40                    | 14,72                   | 15,12                   | 71,36  |
| 8    | Aleksey Zhigalov           | Unione Sovietica | 10,05                   | 9,69                    | 11,97                   | 8,04                    | 15,18                   | 16,32                   | 71,25  |
| 9    | Yoav Ra'anan               | Israele          | 10,56                   | 9,44                    | 10,54                   | 12,54                   | 13,42                   | 11,20                   | 67,70  |
| 10   | Franz Worisch              | Austria          | 11,22                   | 9,92                    | 12,73                   | 7,32                    | 14,03                   | 11,96                   | 67,18  |
| 11   | Hanns Aderhold             | Germania         | 10,71                   | 10,40                   | 13,11                   | 7,80                    | 11,96                   | 13,11                   | 67,09  |
| 12   | Werner Sobeck              | Germania         | 10,71                   | 11,05                   | 11,59                   | 10,37                   | 9,00                    | 14,03                   | 66,75  |
| 13   | Gennady Udalov             | Unione Sovietica | 12,20                   | 7,80                    | 9,88                    | 14,07                   | 13,80                   | 8,04                    | 65,99  |
| 14   | Helge Vasenius             | Finlandia        | 10,20                   | 8,84                    | 11,21                   | 8,10                    | 12,80                   | 14,26                   | 65,41  |
| 15   | Katsuichi Mori             | Giappone         | 11,56                   | 8,16                    | 10,45                   | 11,22                   | 12,06                   | 11,78                   | 65,23  |
| 16   | Peter Heatly               | Gran Bretagna    | 12,07                   | 9,18                    | 9,31                    | 9,01                    | 11,60                   | 12,20                   | 63,37  |
| 17   | Ahmed Kamel Aly            | Egitto           | 8,55                    | 10,08                   | 12,73                   | 8,16                    | 13,11                   | 10,32                   | 62,95  |
| 18   | Kamal Ali Hassan           | Egitto           | 9,15                    | 8,50                    | 9,15                    | 9,50                    | 12,81                   | 13,57                   | 62,68  |
| 19   | Rodolfo Perea              | Messico          | 9,00                    | 9,35                    | 11,59                   | 7,80                    | 13,34                   | 11,28                   | 62,36  |
| 20   | Alberto Capilla            | Messico          | 10,54                   | 6,80                    | 11,78                   | 6,84                    | 11,97                   | 13,92                   | 61,85  |
| 20   | Peter Elliott              | Gran Bretagna    | 10,40                   | 12,54                   | 11,05                   | 9,90                    | 10,92                   | 7,04                    | 61,85  |
| 22   | Willem Welgemoed           | Sudafrica        | 10,20                   | 10,54                   | 8,74                    | 7,56                    | 10,92                   | 13,68                   | 61,64  |
| 23   | Frank Landqvist            | Svezia           | 10,54                   | 8,10                    | 11,40                   | 8,70                    | 9,12                    | 12,19                   | 60,11  |
| 24   | Ronald Faulds              | Australia        | 9,45                    | 8,67                    | 9,30                    | 12,00                   | 12,88                   | 7,60                    | 59,90  |
| 25   | Frank Gosling              | Bermuda          | 11,59                   | 10,83                   | 10,81                   | 8,67                    | 8,67                    | 9,00                    | 59,57  |
| 26   | Raymond Mulinghausen       | Francia          | 6,80                    | 9,86                    | 9,88                    | 10,88                   | 10,37                   | 11,73                   | 59,52  |
| 27   | Gunnar Ernst Johansson     | Svezia           | 8,84                    | 6,90                    | 11,21                   | 7,99                    | 10,83                   | 13,34                   | 59,11  |
| 28   | Charles Ambrose Johnson    | Bermuda          | 10,71                   | 12,19                   | 12,16                   | 5,12                    | 9,88                    | 8,64                    | 58,70  |
| 29   | Olavi Heinonen             | Finlandia        | 9,92                    | 6,75                    | 10,26                   | 10,54                   | 8,40                    | 12,19                   | 58,06  |
| 30   | Henri Goosen               | Francia          | 11,39                   | 9,35                    | 7,22                    | 10,03                   | 11,80                   | 8,00                    | 57,79  |
| 31   | Allan Smith                | Ceylon           | 8,85                    | 8,84                    | 11,21                   | 6,36                    | 11,00                   | 8,74                    | 55,00  |
| 32   | Lamberto Mari              | Italia           | 10,88                   | 10,37                   | 10,07                   | 5,10                    | 12,00                   | 6,00                    | 54,42  |
| 33   | Ahmed Fathi Mohamed Hashad | Egitto           | 3,90                    | 14,03                   | 3,12                    | 11,02                   | 8,25                    | 9,72                    | 50,04  |
| 34   | Francis Thomas Murphy      | Australia        | 11,20                   | 10,58                   | 7,14                    | 5,70                    | 6,24                    | 7,56                    | 48,42  |
| 35   | Heinz Schaub               | Svizzera         | 8,67                    | 8,00                    | 7,22                    | 6,00                    | 7,60                    | 9,66                    | 47,15  |
| 36   | Eduardo Fereda             | Venezuela        | 8,00                    | 4,80                    | 5,70                    | 6,60                    | 9,20                    | 7,68                    | 41,98  |

### Finale
| Pos.    | Atleta                | Nazione          | Qualificazione | Punteggio singoli tuffi | Punteggio singoli tuffi | Punteggio singoli tuffi | Punteggio singoli tuffi | Punteggio singoli tuffi | Punteggio singoli tuffi | Totale |
| Pos.    | Atleta                | Nazione          | Qualificazione | 1º                      | 2º                      | 3º                      | 4º                      | 5º                      | 6º                      | Totale |
| ------- | --------------------- | ---------------- | -------------- | ----------------------- | ----------------------- | ----------------------- | ----------------------- | ----------------------- | ----------------------- | ------ |
| Oro     | David Browning        | Stati Uniti      | 89,59          | 17,43                   | 20,52                   | 17,43                   | 16,72                   | 22,10                   | 21,50                   | 205,29 |
| Argento | Miller Anderson       | Stati Uniti      | 88,00          | 17,43                   | 17,64                   | 19,36                   | 15,75                   | 19,25                   | 22,41                   | 199,84 |
| Bronzo  | Bob Clotworthy        | Stati Uniti      | 80,64          | 15,12                   | 16,38                   | 17,82                   | 14,07                   | 18,75                   | 22,14                   | 184,92 |
| 4       | Joaquín Capilla Pérez | Messico          | 79,42          | 15,60                   | 14,11                   | 14,03                   | 21,32                   | 21,87                   | 11,18                   | 178,33 |
| 5       | Roman Brener          | Unione Sovietica | 69,37          | 15,93                   | 18,98                   | 17,16                   | 13,20                   | 15,87                   | 15,12                   | 165,63 |
| 6       | Milton Busin          | Brasile          | 67,97          | 13,80                   | 14,08                   | 14,75                   | 13,30                   | 13,92                   | 18,09                   | 155,91 |
| 7       | Anthony Turner        | Gran Bretagna    | 71,36          | 13,06                   | 8,40                    | 14,08                   | 13,30                   | 15,66                   | 16,10                   | 151,90 |
| 8       | Aleksey Zhigalov      | Unione Sovietica | 71,25          | 10,50                   | 14,64                   | 16,47                   | 15,00                   | 11,13                   | 12,32                   | 151,31 |